# Je suis moi
Albums de Pierre Rapsat
Judy et Cie
(1976) Gémeaux (album)
(1978)
Je suis moi est le quatrième album studio de Pierre Rapsat, sorti en 1977 chez RCA.

## L'après Eurovision
Alors que la fin de décennie des années 1970 approche, Pierre Rapsat est un jeune auteur-interprète belge peinant à percer. Ses premiers disques, New York paru en 1973 et Musicolor (1975), ne rencontrent pas d'écho. Ils sont publiés en anglais et français, chose que l'artiste ne fera plus ensuite.
C'est alors que la RTB le sollicite pour représenter le pays à l'Eurovision lors de l'édition de 1976 qui se déroule à La Haye (Pays-Bas). Judy et Cie, extrait de l'album éponyme, est le morceau retenu. Le chanteur se classe huitiième, ce qui lui assure une certaine notoriété nationale.

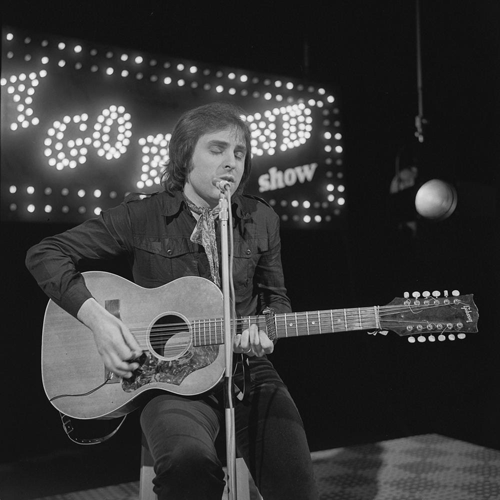
Rapsat sur scène, 1976.

## Titres (sortie originale)
Titres de la version originale,.
| No  | Titre                       | Durée |
| --- | --------------------------- | ----- |
| A1. | L'Oiseau de malheur         | 4:40  |
| A2. | Les Artistes d'eau douce    | 2:57  |
| A3. | Les Chauves-souris du métro | 4:08  |
| A4. | L'Enfant du 92e             | 4:14  |
| A5. | Les Machines                | 6:53  |
| B2. | Gauguin                     | 3:48  |
| B2. | Les Canaux de Mars          | 3:13  |
| B3. | Nous, les Beatles           | 3:34  |
| B4. | Qu'on est bien              | 4:05  |
| B5. | Je suis moi                 | 4:54  |

La quasi-totalité des titres est coécrite avec Eric Van Hulse. L'album fait l'objet d'une réédition en 1996, complétée de morceaux enregistrés en public.

## Premiers véritables succès
Dans la foulée de l'Eurovision, Pierre Rapsat confirme ses possibilités. Je suis moi, premier disque signé chez son nouveau label RCA, contient des classiques de son répertoire : le morceau titre est une réflexion désabusée, mais néanmoins lucide, sur la voie qu'il a choisie (la vie d'artiste). L'Enfant du 92e relate elle, l'histoire d'un enfant vivant dans un grand ensemble froid et impersonnel, vision futuriste de la ville. C'est l'interprétation d'une composition, réalisée avec la française Jeanne-Marie Sens quelques années auparavant,.